# دارنيل مكدونالد
دارنيل مكدونالد (بالإنجليزية: Darnell McDonald)‏ هو لاعب كرة قدم أمريكية ولاعب كرة القدم الكندية أمريكي، ولد في 26 مايو 1976.

## وصلات خارجية
- دارنيل مكدونالد على موقع مرجع كرة القدم المحترفة.كوم (الإنجليزية)
- دارنيل مكدونالد على موقع JustSportsStats.com (الإنجليزية)